# Eucallipterus
Eucallipterus är ett släkte av insekter som beskrevs av Henri Schouteden 1906. Enligt Catalogue of Life ingår Eucallipterus i familjen långrörsbladlöss, men enligt Dyntaxa är tillhörigheten istället familjen borstbladlöss.
Kladogram enligt Catalogue of Life och Dyntaxa:
| Eucallipterus | \| \| Eucallipterus tiliae \| \| \| \| \| \| Eucallipterus tilicola \| \| \| \| |
|               | \| \| Eucallipterus tiliae \| \| \| \| \| \| Eucallipterus tilicola \| \| \| \| |
|               | Eucallipterus tiliae                                                            |
|               |                                                                                 |
|               | Eucallipterus tilicola                                                          |
|               |                                                                                 |

## Bildgalleri

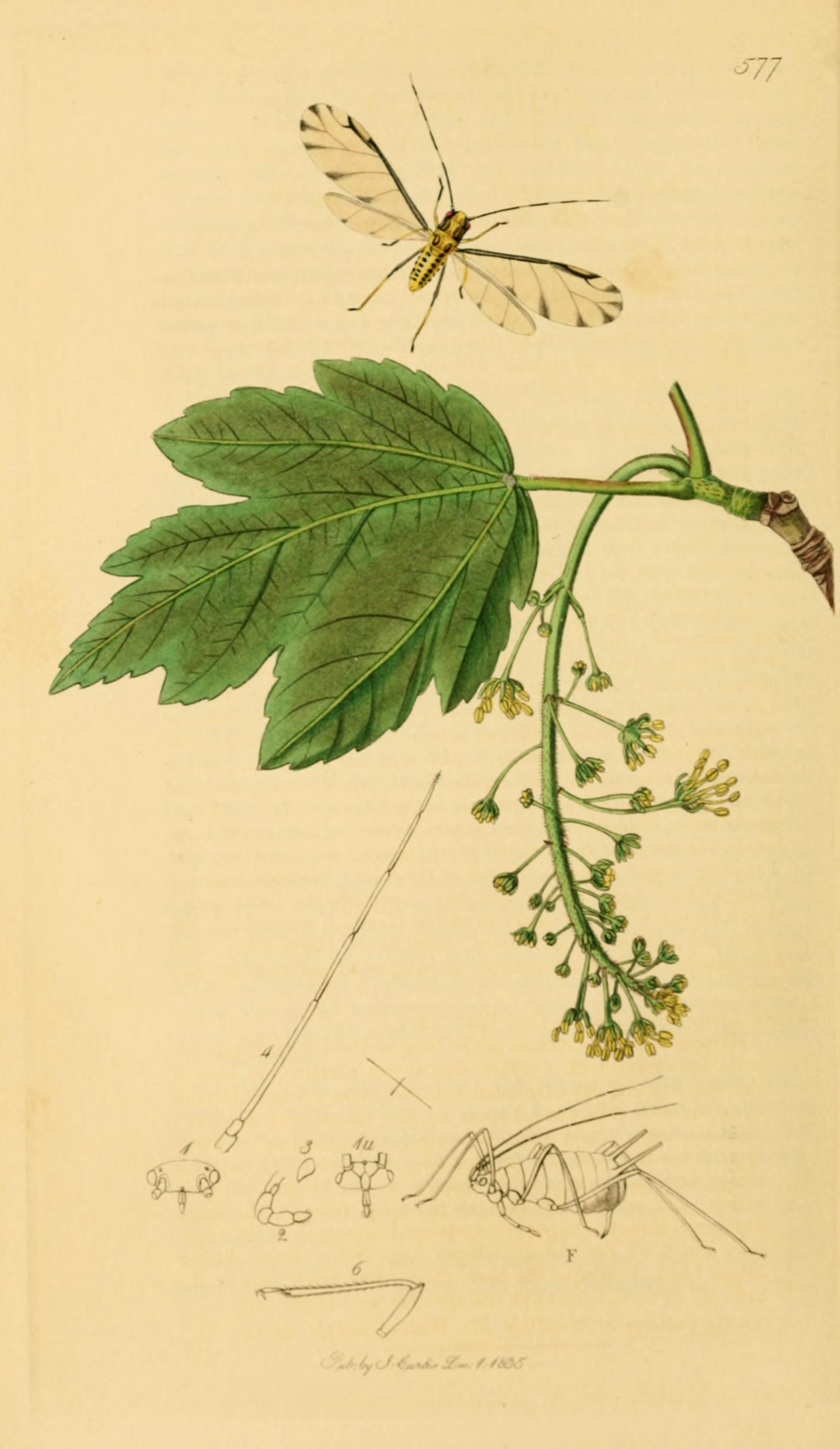
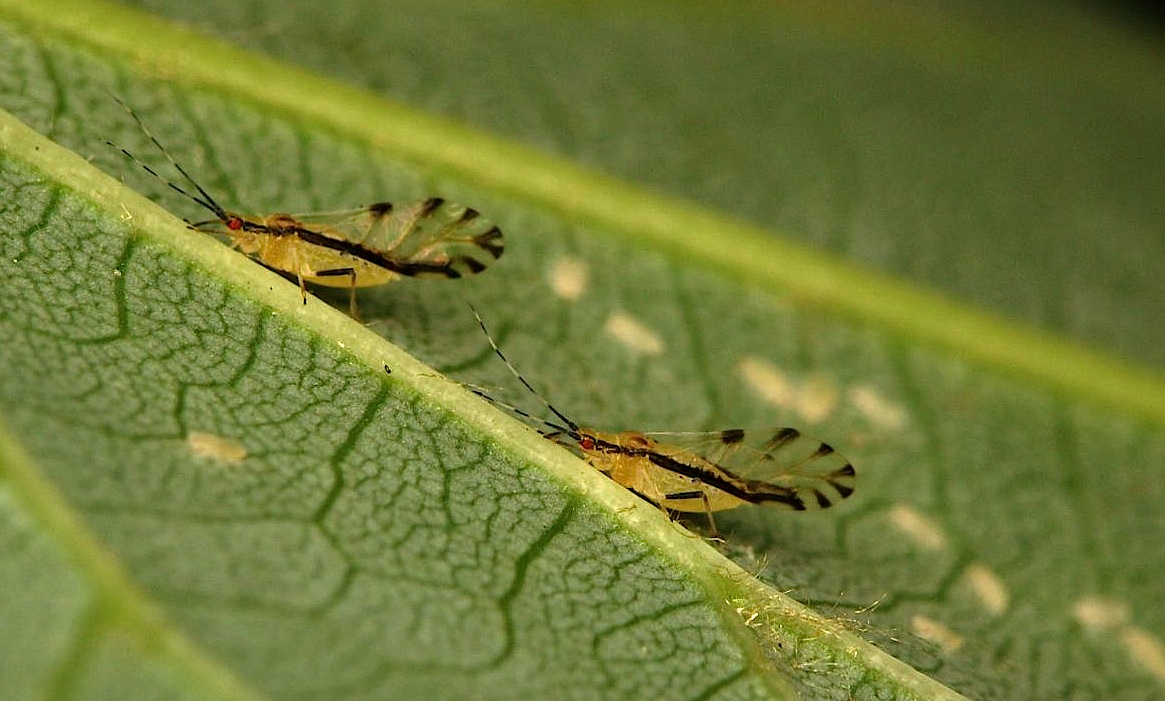
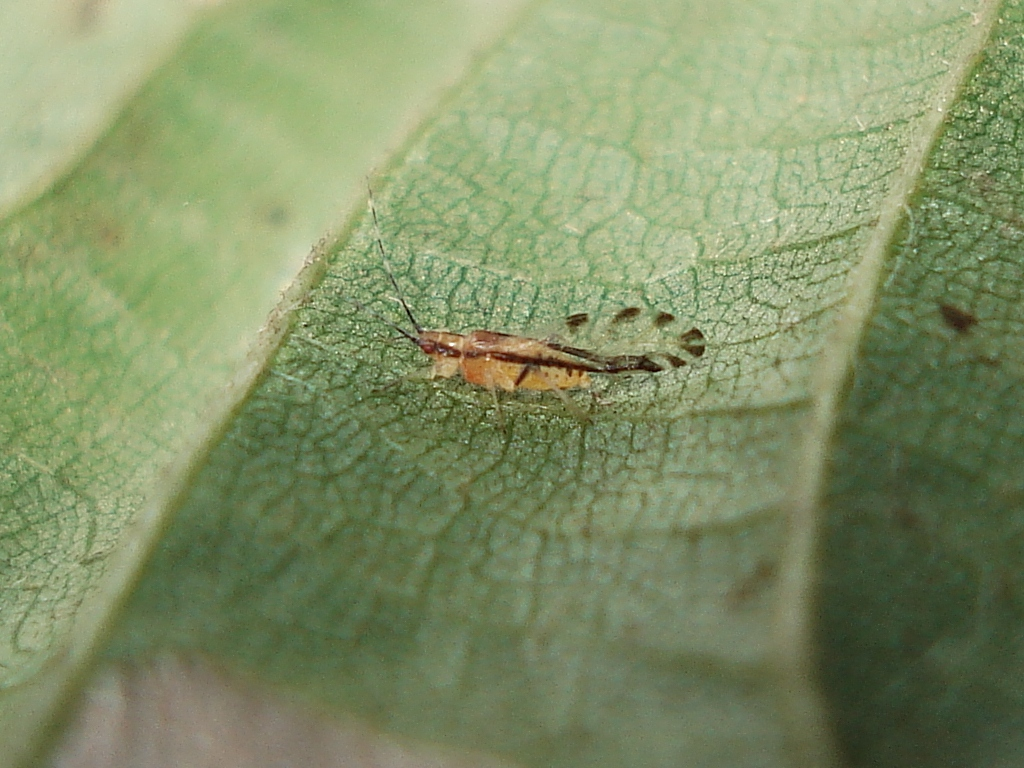
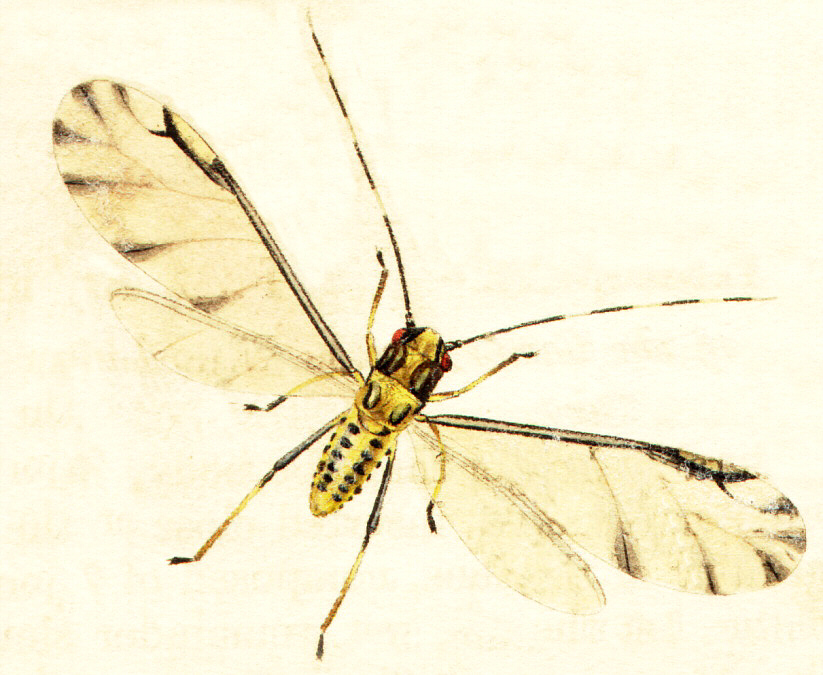